# Jake Borelli
Jake Borelli (Columbus, Ohio, 13 de mayo de 1991) es un actor estadounidense; conocido por sus personajes de Wolfgang en la serie de comedia de Nickelodeon, The Thundermans (2015-2018) y el Dr. Levi Schmitt en el drama médico de ABC, Grey's Anatomy.

## Primeros años
Borelli nació en Columbus, Ohio, siendo este hijo de Linda Borelli y Mike Borelli. Tiene dos hermanos mayores, Ben y Zack. En 2009, se graduó de Upper Arlington High School y fue aceptado en la Universidad de California en Los Ángeles y en la Universidad Estatal de Ohio, pero posteriormente decidió mudarse a Los Ángeles para dedicarse a la actuación. Mientras que en Columbus, Borelli actuó en más de una docena de obras teatrales con el Teatro infantil de Columbus, que incluyó papeles en Cheaper by the Dozen; The Lion, The Witch y The Wardrobe; Wiley and the Hairy Man, y Holes.

## Vida personal
Borelli declaró abiertamente como gay en su Instagram personal en noviembre de 2018, momentos después de la emisión del sexto episodio de la decimoquinta temporada de Grey's Anatomy.